# Xianxim
Xianxim ou Shaanxi (em chinês: 陕西; Shǎnxī em pinyin) é uma província da República Popular da China. A capital é Xian.